# 野村親信
野村 親信（のむら ちかのぶ）は、日本の実業家。商船三井近海代表取締役社長や第一中央汽船代表取締役社長を務めた。藍綬褒章受章。

## 人物・経歴
愛知県出身。1964年愛知県立岡崎高等学校卒業。1968年一橋大学商学部卒業、ジャパンライン（現商船三井）入社。1997年ナビックスライン取締役。1999年商船三井取締役。2000年商船三井常務。2002年商船三井近海代表取締役社長。2004年第一中央汽船代表取締役社長。2012年、商工業の発展に貢献したとして藍綬褒章を受章した。2013年首都圏段戸会会長。日本船主協会常任理事、内航大型船輸送海運組合理事、日本船主責任相互保険組合理事なども務めた。

## 著作
- 「更なる財務体質の強化の下、商権の伸展を図る」海運 (通号 924) 2004年
- 「今期の復配に全力、強固な営業基盤をつくる」Compass / 海事プレス社 [編] 23(6) 2004年
- 「インタビュー 第一中央汽船・野村親信社長」Compass / 海事プレス社 [編] 26(2) 2007年
- 「1年で新造船20隻追加発注、200隻体制視野に発注残40隻近くまで拡大、バルカー全船型強化」Compass / 海事プレス社 [編] 27(2) 2008年
- 「市況変動に対応できる筋肉質な体制にコスト削減進め船隊の競争力を強化」Compass / 海事プレス社 [編] 28(2) 2009年